# 雒樹剛
雒樹剛（らく じゅこう、1955年5月 - ）は、中華人民共和国の政治家。現職は中華人民共和国文化部部長。中国共産党第十八回中央委員会委員。中共第十回届中規委委員。

## 略歴
1955年の河北省南宮市生まれる。1978年10月に中国人民大学科学社会主義系に入学し、1982年7月に卒業。1981年9月、中国共産党に入党。翌年9月、中国共産党中央党校で造詣を深め、卒業後は『求是』雜誌社政治理論部主任、中共中央宣伝部政策法規研究室主任、副秘書長兼理論局局長を歴任した。2000年3月、中共中央宣伝部部副部長。2014年12月28日開催の第十二回全国人大常委会第十二回会議の上で、雒樹剛は蔡武を引き継いで文化部部長に任命された。